# The Australian Pink Floyd Show
The Australian Pink Floyd Show, ou plus fréquemment appelé Australian Pink Floyd Show, Aussie Floyd ou TAPFS, est un cover band australien, originaire d’Adélaïde, en Australie-Méridionale, formé en 1988. Il rend hommage au groupe de rock progressif et psychédélique britannique Pink Floyd. Ses spectacles tentent de recréer l'apparence, la sensation et le son des spectacles de Pink Floyd, en utilisant des supports visuels tels que les lasers, structures gonflables et un grand panneau d'affichage. The Australian Pink Floyd Show ont joué dans plusieurs lieux dans le monde. Ils sont reconnus par le groupe Pink Floyd pour leur talent artistique.
Le groupe est connu pour reproduire les nuances de l'œuvre de Pink Floyd. La plate-forme de guitare de Steve Mac ressemble étroitement à celle de David Gilmour, et comprend des éléments sur mesure produits par Pete Cornish (en), qui a beaucoup travaillé avec Gilmour. Le groupe s'associe avec des personnes qui ont travaillé avec Pink Floyd au fil des ans, y compris Colin Norfield, qui a travaillé comme ingénieur du son pour David Gilmour dans sa carrière solo et pour Pink Floyd lors de leur tournée 1994 The Division Bell et Clive Brooks — le technicien batterie de longue date de Nick Mason. Le groupe a été désigné « référence absolue » par le Times et consacré « rois dans leur genre » par le Daily Mirror. 
Le spectacle comprend un écran rond avec des lumières intelligentes disposées tout autour. Lors d'un concert, des films et des animations sont affichés à l'écran, en complément du son du spectacle et des lumières du groupe. Des structures gonflables (tels que le porc utilisé par Pink Floyd lors de la tournée de The Division Bell, et Skippy, leur propre kangourou rose géant, venant de la série télévisée australienne Skippy le kangourou) sont fréquemment utilisées dans les spectacles du groupe.

## Biographie

### Prélude (1988-1999)
Le groupe est à l'origine formé en 1988 à Adélaïde, en Australie-Méridionale, par le guitariste Lee Smith. Smith place une publicité au Allan's Music, un disquaire local, cherchant un chanteur et claviériste professionnel pour jouer du Pink Floyd. Le chanteur et guitariste Steve Mac, et le claviériste Jason Sawford se joignent au groupe composé de Grant Ross (batterie), Trevor Turton (basse) et Smith (guitare). Le groupe comptait s'appeler Think Floyd.
En 1994, David Gilmour assiste à une performance de l'Australian Pink Floyd Show au Fairfield Halls, à Croydon. Il invite ensuite le groupe à participer à la fin de la tournée The Division Bell, pour une after-show party au Earls Court Exhibition Centre, à Londres. The Australian Pink Floyd est le seul groupe d'hommage de Pink Floyd à avoir joué pour un membre du groupe ; en 1996, ils ont joué à la fête du cinquantième anniversaire de David Gilmour. 
En 1995, le groupe apparaît à la télévision nationale irlandaise pour interpréter Young Lust sur le talk-show en direct Kenny. Le 26 juin 1998, le groupe joue au festival musical de Glastonbury en acoustique.

### Continuité (2000-2010)

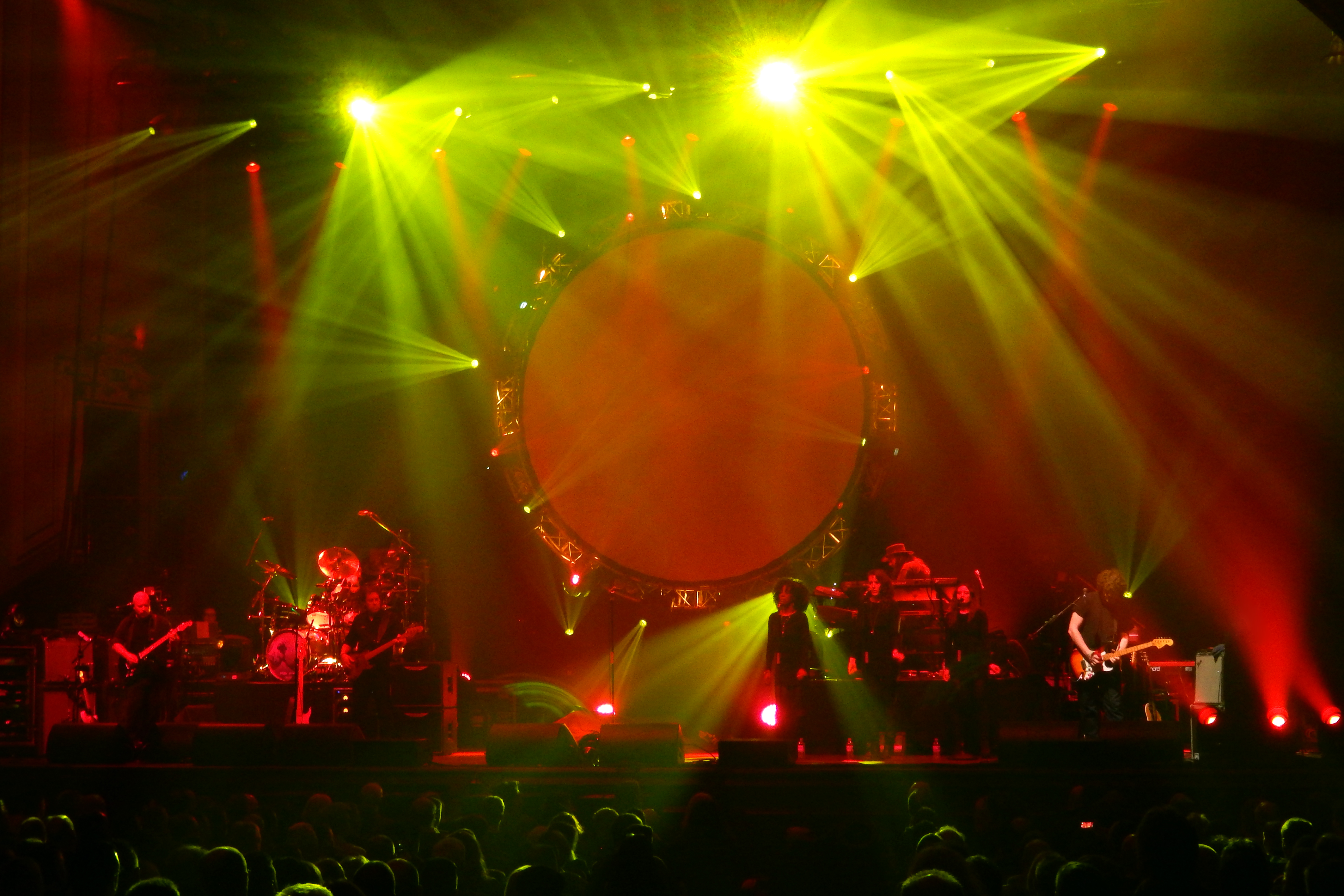
The Australian Pink Floyd Show.

En 2004, le groupe joue The Dark Side of the Moon au quai du Roi à Liverpool. Le concert est enregistré et édité en DVD la même année. Il est publié en double DVD avec le concert complet sur un seul disque et des bonus sur le second disque. Toujours en 2004, le groupe entame une grande tournée aux États-Unis, au Canada, en Allemagne, en Italie, et en Suisse. Le DVD Liverpool Pops (et le concert de 2004 au Royal Albert Hall) est diffusé à la télévision aux États-Unis.
En 2005, le groupe sort un CD de leurs interprétations des albums Animals et Wish You Were Here au Festival de Liverpool Pops. La même année, le groupe entreprend une tournée de deux semaines en Amérique du Sud, composée de quelques dates à México, à Buenos Aires, et au Brésil. Un documentaire sur le groupe est tourné au Centre Bell de Montréal, au Québec, et diffusé en Amérique du Nord sur la chaîne Discovery Channel en 2007.

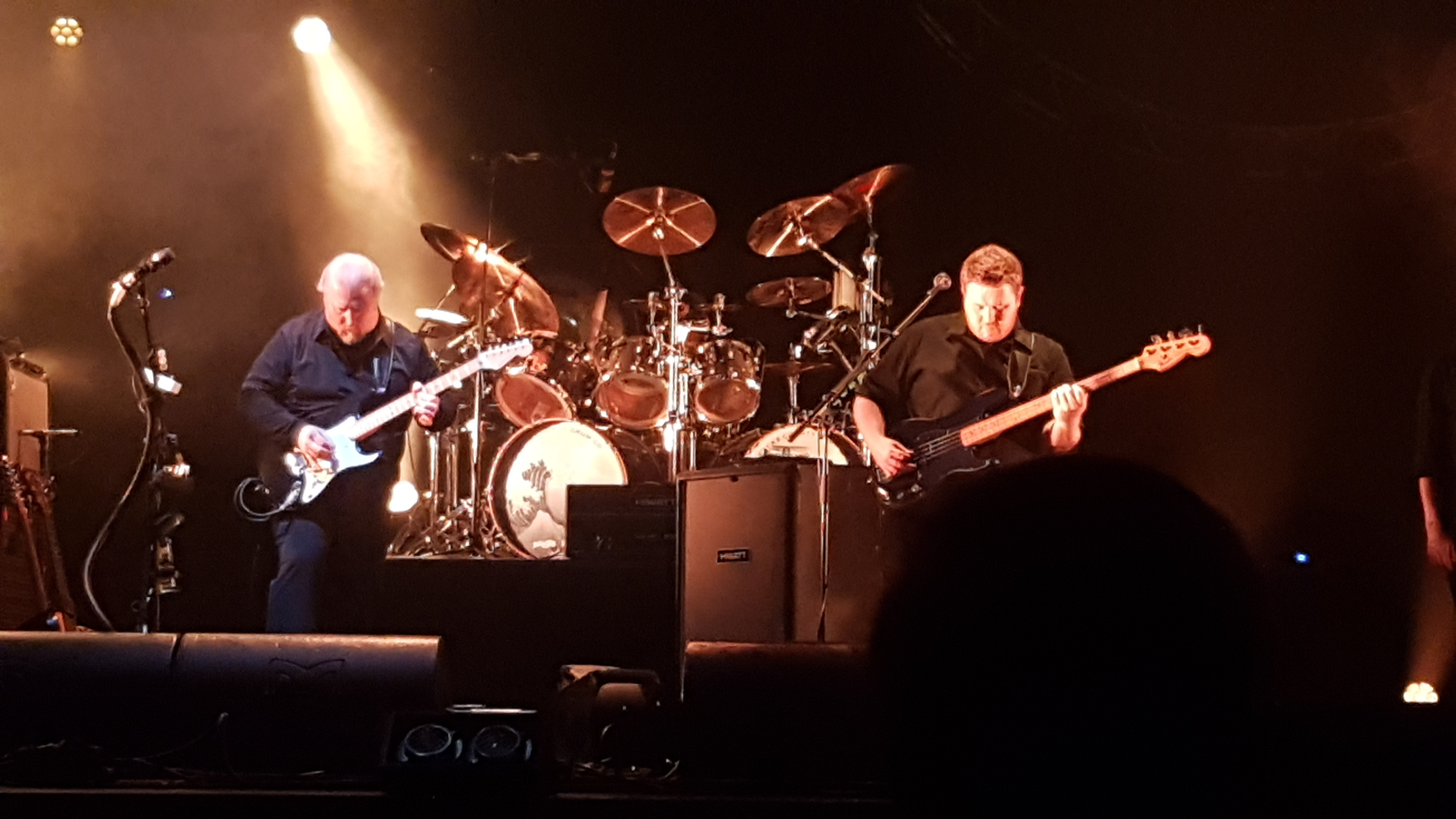
TAPFS : Steve Mac, guitare, Paul Bonney, percussions, Ricky Howard, basse.

En 2007, le groupe joue dans plusieurs grands festivals de musique d'Europe dont le Sweden Rock Festival, le Malta Jazz Festival, la catégorie Rock Festival, Rock Werchter et le Festival do Sudoeste. Un DVD du groupe jouant au Royal Albert Hall de Londres en 2007 est publié plus tard cette même année. En septembre 2007, le groupe commence sa tournée la plus longue jamais entreprise en continu sur les Amériques, commencé au Panama, puis au Venezuela et au Chili. Dans le même mois, une représentation du spectacle à Buenos Aires est diffusée à la télévision argentine dans le cadre du Pepsi Music Festival.
Février 2008 voit le groupe commencer leur tournée Best of The Wall pendant cinq semaines en Europe : en Espagne, au Luxembourg, en Pologne, en Norvège, et, pour la première fois, en République tchèque et en Israël. Le groupe se produit à l'Isle of Wight Festival en juin 2008. Ils étaient la tête d'affiche de la dernière nuit de Guilfest en 2008 et, en août de la même année, ils font leur première apparition à la Lokerse Feesten, à Lokeren, en Belgique. Le groupe joue ses premiers spectacles en Ukraine et en Slovaquie en septembre 2008.
Une production complète du mur incorporant de nouvelles animations basées sur l'imagerie d'origine de Gerald Scarfe, est utilisée pour la première fois par le groupe au cours de leurs tournées nord-américaines de 2008. La production a continué tout au long de la tournée européenne 2009, qui comprenait des dates au Royaume-Uni, en Allemagne, en Pologne, en République tchèque, en Italie, en Suisse, en Norvège, au Danemark, en Suède, en France, en Espagne, au Portugal et, pour la première fois, en Serbie. L'été 2009 voit le groupe se produire pour la première fois en Autriche, au festival Days Belle à Wiesen, et le Classic Rock Festival. Dans le même mois, ils font la clôture du festival Bospop aux Pays-Bas.

### Derniers événements (depuis 2010)

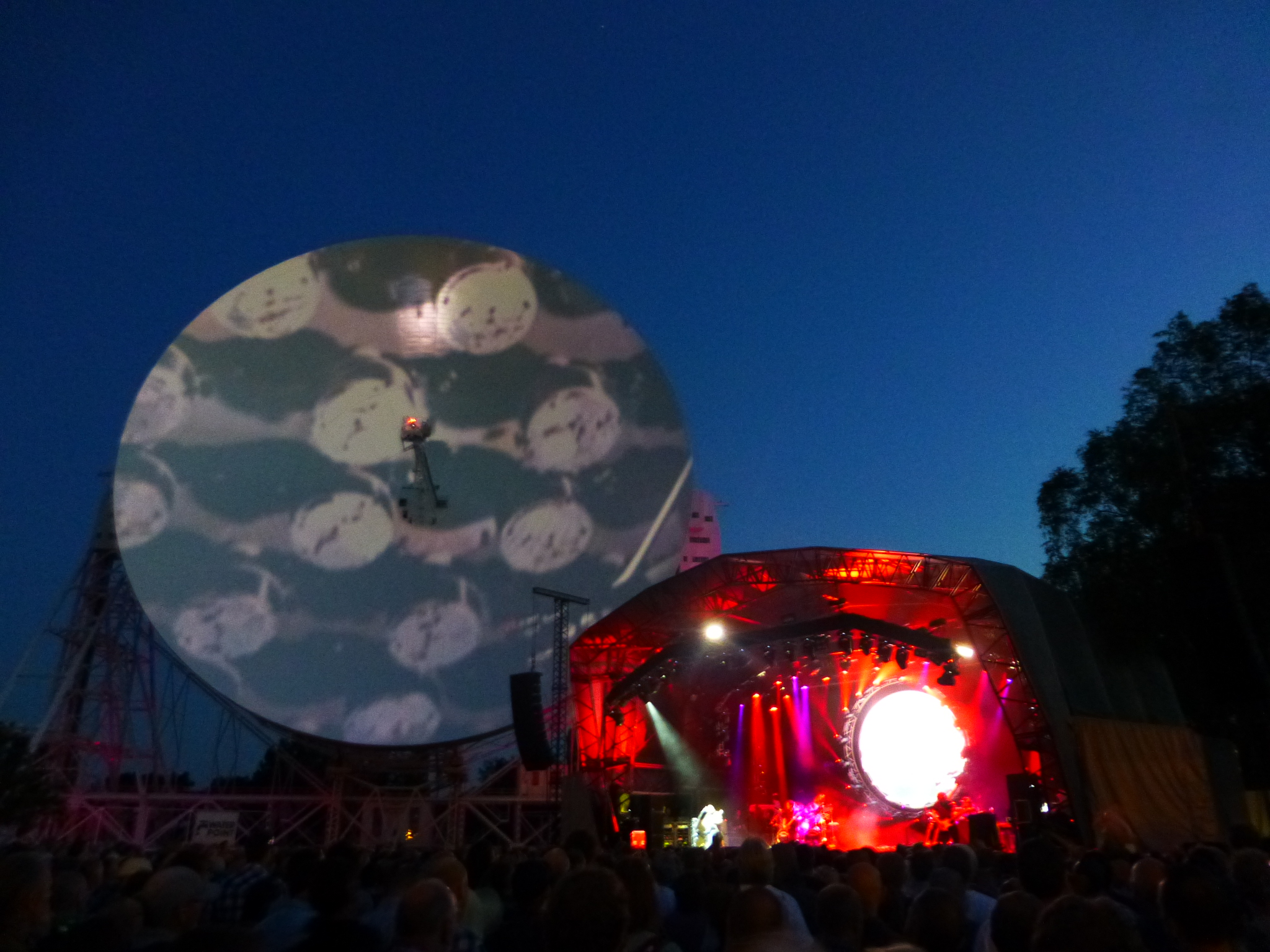
Le groupe jouant The Dark Side of the Moon en face du télescope Lovell au Jodrell Bank.

Début 2010, le groupe commence sa longue tournée en Europe, en jouant en Croatie pour la première fois. En 2010, la nouvelle direction est nommée, et David Domminney Fowler et Alex McNamara sont recrutés. 2011 assiste à l'introduction de la projection stéréoscopique 3D et le son quadriphonique dans les performances du groupe. The Australian Pink Floyd est le premier groupe au monde à mettre en œuvre la 3D stéréographique dans une tournée. 

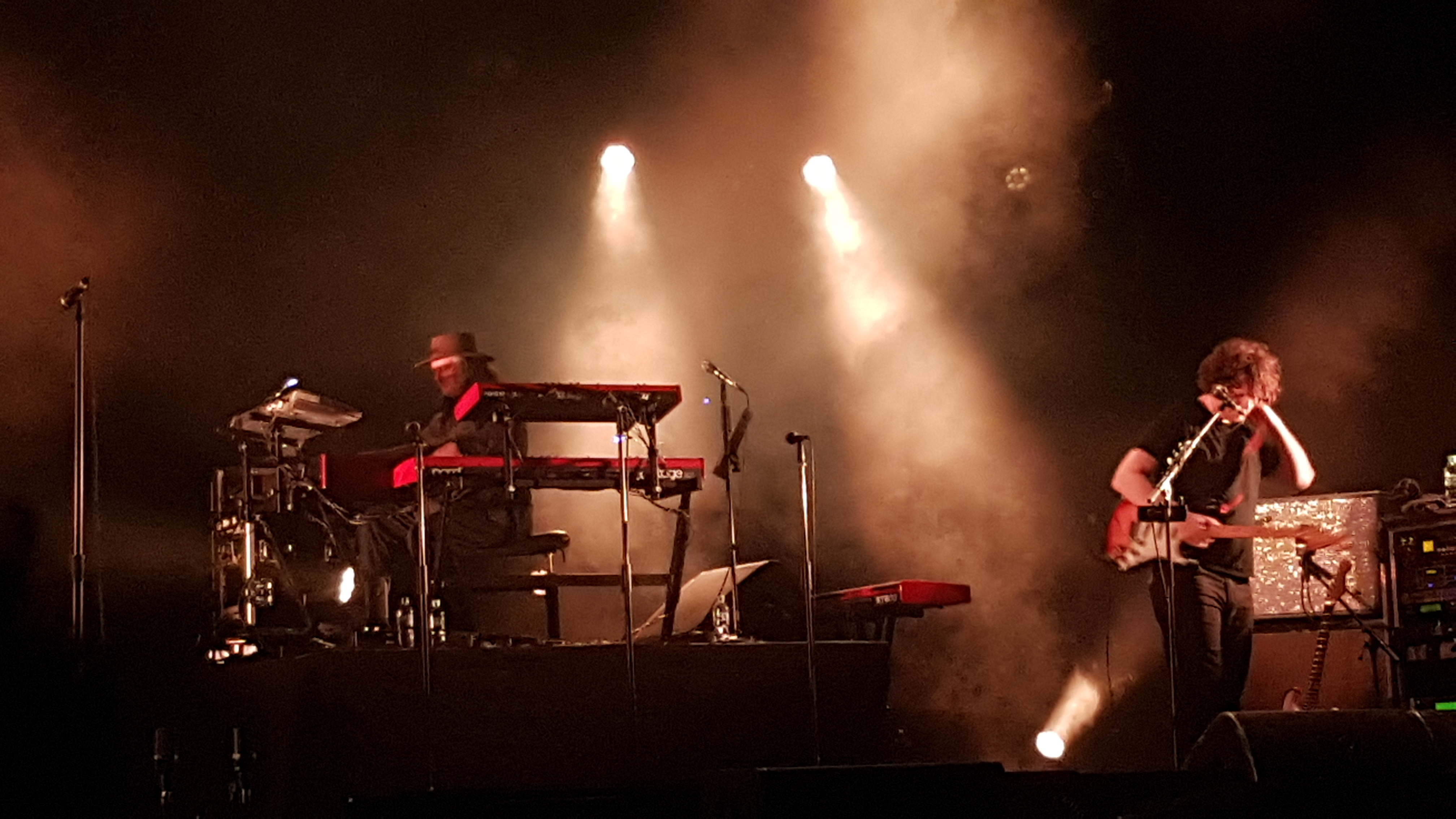
TAPFS: Jason Sawford, claviers, David Domminney Fowler, guitare

Jouant en juin 2011 au Hampton Court Palace Festival, à Londres, le groupe est rejoint par Guy Pratt, de longue date bassiste de session pour Pink Floyd, pour une interprétation de Run Like Hell. Pour le segment nord-américain de leur tournée 2011, le groupe a ajouté Lorelei McBroom comme choriste à la place de Bianca Glynn. Lorelei avait déjà joué en live avec Pink Floyd sur la tournée de l'album A Momentary Lapse of Reason, entre 1988 et 1989. Lors d'un spectacle à Anaheim, Lorelei est rejoint par sa sœur Durga McBroom, qui a également chanté pour Pink Floyd sur les Tournées d'A Momentary Lapse of Reason et The Division Bell, pour chanter The Great Gig in the Sky.

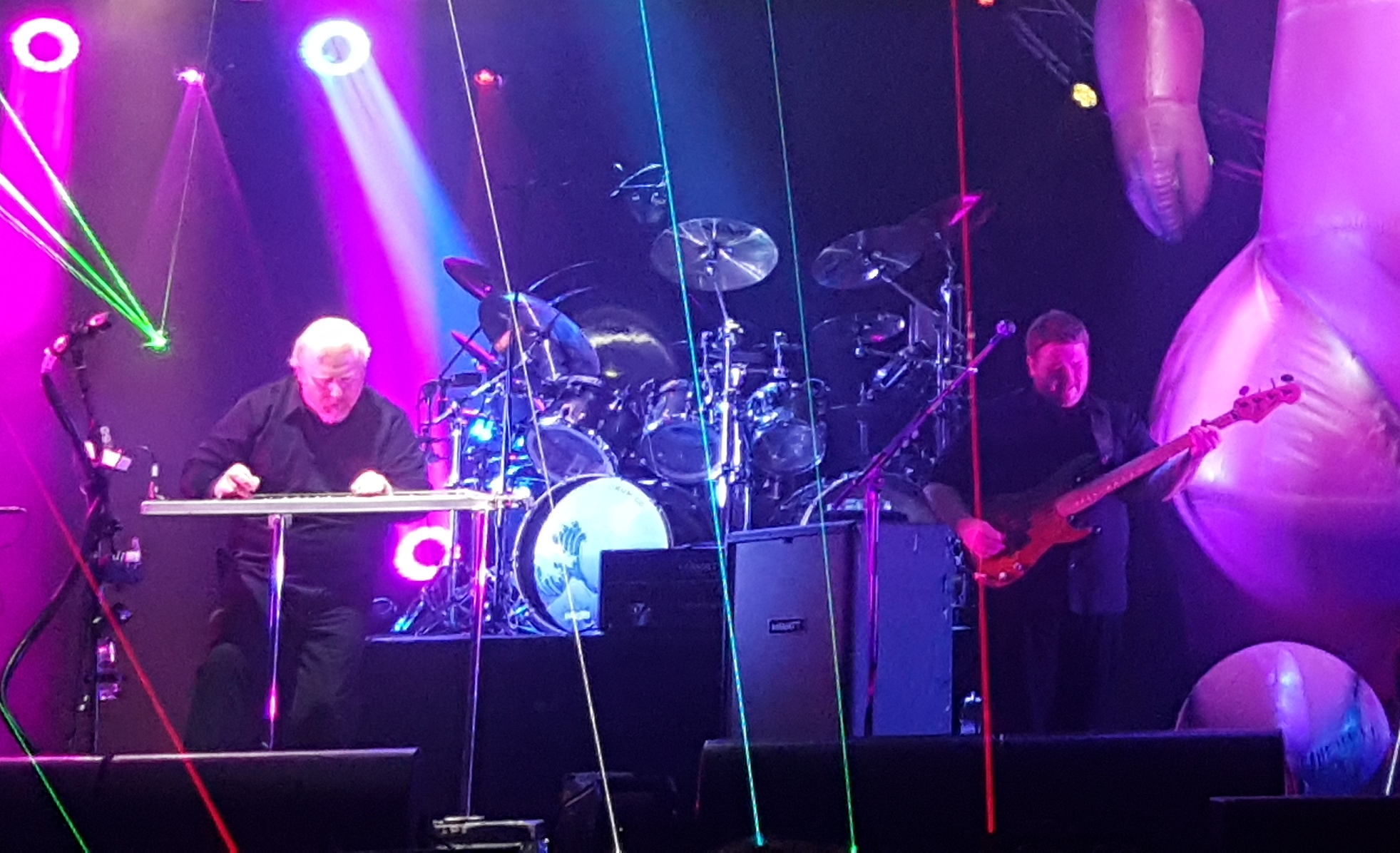
TAPFS à la Seine musicale, le 14 avril 2019, All That You Love tour

En 2012, les Australian Pink Floyd Show terminent leur tournée Exposed in the Light. Lorelei McBroom rejoint le groupe pour les deux parties européennes et nord-américaines de la tournée. En 2013, le groupe part en tournée en Europe avec le Eclipse by the Moon Tour, célébrant le quarantième anniversaire de The Dark Side of the Moon. En juillet 2013, le groupe joue devant le télescope Lovell à Jodrell Bank en Angleterre, ainsi que pour la toute première fois à la Foire aux vins d'Alsace à Colmar, en France. La tournée 2014-2015 célèbre les quarante ans de Wish You Were Here, incluant Shine on You Crazy Diamond. Des concerts en France font partie de cette tournée.
Depuis le groupe est toujours rodé sur la scène et donne une date au Zénith de Strasbourg en 2015. L'ensemble se produit le 18 mars 2017 au Palais des congrès de Paris lors de la tournée The Best Side of the Moon 2017.
À partir de mars 2018, le groupe mène une nouvelle tournée à travers le monde avec son nouveau spectacle : 1988-2018, Time: 30 Years of Celebrating Pink Floyd.
En 2019, le groupe entame une nouvelle tournée : All That You Love avec un passage à la Seine musicale, sur l'île Seguin à Boulogne-Billancourt le 14 avril 2019 qui marque également le coup d'envoi de la tournée 2020, All That You Feel, dès l'automne 2019.

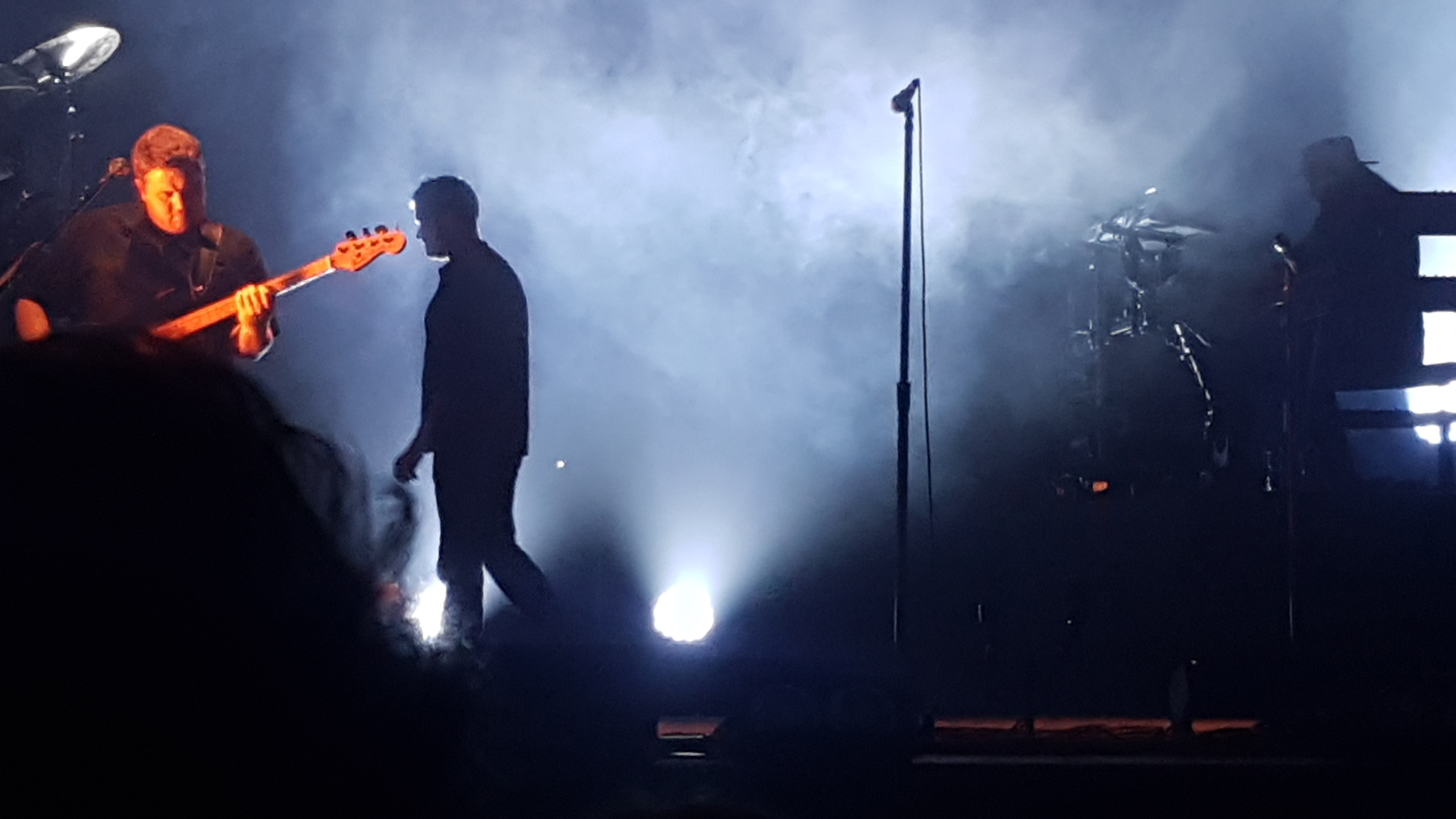
TAPFS: Ricky Howard, guitare basse, Chris Barnes, chant et Jason Sawford, claviers

### 2020: crise sanitaire Covid-19
En pleine crise de la Covid-19, le groupe tente de poursuivre sa tournée 2020-2021, All What You Feel, avec un passage en France du 6 au 24 janvier 2021 dont une date au palais des Congrès de Paris le 17 janvier 2021. À l’hiver 2020, le couperet tombe : toutes les dates sont reportées à l’hiver 2022, le concert prévu au palais des Congrès a eu lieu le 6 février 2022. Un nouvel arrivant, le jeune guitariste multi-instrumentiste de 24 ans, l’Écossais Ewan Cunningham, originaire de Falkirk, a fait sensation, remplaçant au pied levé Steve Mac, malgré l’absence remarquée du claviériste Jason Sawford, malade de la Covid-19. C’est au tour du jeune lyonnais Luc Ledy-Lépine de prendre le manche de guitare à partir de 2022,.

## Membres
Bien que de nombreux musiciens soient venus et partis au fil des ans, l'Australian Pink Floyd Show continue de se reposer sur ses trois « plus anciens » membres : Steve Mac et Paul Bonney. Jason Sawford est mort le 9 janvier 2025.
- Steve Mac : guitares, chant (depuis 1988)
- Paul Bonney : batterie, percussions (depuis 1998)
- Ricky Howard : basse, voix (depuis 2017)
- David Domminney Fowler : guitares, voix (depuis 2010)
- Chris Barnes : voix (depuis 2017)
- Mike Kidson : saxophone (2003–2008, depuis 2010)
- Luc Ledy-Lépine : guitares (depuis 2022)
- Lorelei McBroom : chœurs (depuis 2011)
- Emily Lynn : chœurs (depuis 2010)
- Lara Smiles : chœurs (depuis 2010)

### Ancien membre
- Jason Sawford : claviers (1988-2015)